# 吳俊逸
吳俊逸（1990年1月31日—），為台灣的棒球選手之一，曾經效力於中華職棒Lamigo桃猿隊，守備位置為投手，原名為李俊逸。

## 經歷
- 台南市立人國小少棒隊
- 臺南市建興國中青少棒隊
- 臺北縣穀保家商青棒隊
- 台中市台灣體院棒球隊（富邦公牛）
- 中華職棒統一二軍借將
- 中華職棒統一7-ELEVEn獅隊練習生（2010年1月－08月）
- 國家儲訓棒球隊（國訓中心）（2010年）
- 中華職棒La New熊隊代訓球員（2010年12月31日－2011年1月5日）
- 中華職棒Lamigo桃猿隊代訓球員（2011年1月6日－08月）
- 中華職棒Lamigo桃猿隊（2011年8月－2014年）

## 職棒生涯成績
| 年度   | 球隊       | 出賽 | 勝投 | 敗投 | 中繼 | 救援 | 完投 | 完封 | 四死 | 三振 | 責失 | 投球局數 | 防禦率 |
| ------ | ---------- | ---- | ---- | ---- | ---- | ---- | ---- | ---- | ---- | ---- | ---- | -------- | ------ |
| 2012年 | Lamigo桃猿 | 8    | 0    | 0    | 0    | 0    | 0    | 0    | 1    | 2    | 2    | 10.2     | 1.69   |
| 合計   | 1年        | 8    | 0    | 0    | 0    | 0    | 0    | 0    | 1    | 2    | 2    | 10.2     | 1.69   |

## 外部連結
- 吳俊逸在台灣棒球維基館上的頁面（繁體中文）